# 3408 Shalamov
3408 Shalamov (1977 QG4) là một tiểu hành tinh vành đai chính được phát hiện ngày 18 tháng 8 năm 1977 bởi N. Chernykh ở Nauchnyj.